# Thiobacillus
Thiobacillus ist eine Gattung gramnegativer, Schwefel-oxidierender, nicht-phototropher Bakterien. Die ehemals umfangreiche Gattung wird seit Untersuchungen um die Jahrtausendwende deutlich kleiner gefasst und umfasst nur noch drei Arten (Stand Dezember 2022).

## Merkmale
Die Zellen der Arten von Thiobacillus sind stäbchenförmig. Sporen werden nicht gebildet. Die Zellen treten einzeln, in Paaren oder in kurzen Ketten auf. Es folgt eine Tabelle mit weiteren Merkmalen der einzelnen Arten.
|                     | T. denitrificans | T. thioparus   | T. thiophilus |
| ------------------- | ---------------- | -------------- | ------------- |
| Zelllänge           | 1.0–3.0          | 1.0–2.0        | 1.8–2.5       |
| Zellform            | Stäbchen         | kurze Stäbchen | Stäbchen      |
| Optimale Temperatur | 28–32 °C         | 25–30 °C       | 25–30 °C      |
| Optimaler pH-Wert   | 6.8–7.4          | 6.0–8.0        | 7.5–8.3       |
| GC-Gehalt in Mol%   | 63–68            | 61–66          | 61.5          |

## Lebensraum und Lebensweise
Die farblosen Schwefelbakterien können aus Flusssedimenten, Kanälen, Mündungen, Wattenmeerböden, sauren Sulfatböden, (heißen) Säurequellen, Minenschachtentwässerungen, Thermalquellen, Kläranlagen und hyperalkalischen Salzseen isoliert werden, vor allem aus Zonen zwischen aerobem Wasser und anaeroben Sediment. Sie leben in Bereichen, in denen als Elektronendonatoren reduzierte Schwefelverbindungen (häufig Sulfide) und Elektronenakzeptoren wie Sauerstoff oder Stickoxide vorkommen. Marine Arten benötigen Natriumchlorid zum Leben.
Sie werden aufgrund ihrer Produktion von Schwefelsäure für Schäden durch oxidative Korrosion an Beton und Röhren, aber auch an Gebäuden und antiken Bauwerken verantwortlich gemacht. Man kann sie jedoch auch als Nützlinge im Bergbau für die Extraktion von Metallen aus erzarmen Böden benutzen, die nicht durch konventionelle metallurgische Methoden zugänglich sind, wobei jedoch das Problem saurer Eisensulfat-Abwässer noch ungelöst ist. Thiobacillus-Arten wurden zur Bekämpfung von Kartoffelschorf eingesetzt: Das betroffene Gebiet wurden mit Schwefel behandelt und die Bakterien oxidieren diesen zu Schwefelsäure. Dadurch wird der Boden sauer und das Wachstum des Erregers Streptomyces scabies verhindert.
Zudem können Thiobacillus-Arten Pyrit löslich und zugänglich für andere Mikroorganismen und Pflanzen machen.

## Stoffwechsel
Die vollständige Oxidation von reduzierten Schwefelverbindungen zu Sulfaten ist allen obligat und fakultativ autotrophen Schwefeloxidierern gemein, ebenso wie die Fähigkeit, den pH-Wert zu senken sowie auf thiosulfathaltigen Nährböden zu wachsen, was auch zum Nachweis verwendet wird. Einige Reaktionen können folgendermaßen zusammengefasst werden:
{\displaystyle \mathrm {H_{2}S+2\ O_{2}\longrightarrow H_{2}SO_{4}} }
{\displaystyle \mathrm {2\ H_{2}S+O_{2}\longrightarrow 2\ S^{0}+2\ H_{2}O} }
{\displaystyle \mathrm {2\ S^{0}+2\ H_{2}O+3\ O_{2}\longrightarrow 2\ H_{2}SO_{4}} }
{\displaystyle \mathrm {Na_{2}S_{2}O_{3}+2\ O_{2}+H_{2}O\longrightarrow Na_{2}S_{4}O_{6}+4\ NaOH} }
{\displaystyle \mathrm {Na_{2}S_{4}O_{6}+7\ O_{2}+6\ H_{2}O\longrightarrow Na_{2}SO_{4}+6\ H_{2}SO_{4}} }
{\displaystyle \mathrm {2\ KSCN+4\ O_{2}+4\ H_{2}O\longrightarrow (NH_{4})_{2}SO_{4}+K_{2}SO_{4}+2\ CO_{2}} }
{\displaystyle \mathrm {5\ H_{2}S+8\ KNO_{3}\longrightarrow 4\ K_{2}SO_{4}+H_{2}SO_{4}+4\ N_{2}+4\ H_{2}O} }
{\displaystyle \mathrm {5\ S^{0}+6\ KNO_{3}+2\ H_{2}O\longrightarrow 2\ K_{2}SO_{4}+2\ H_{2}SO_{4}+3\ N_{2}} }
{\displaystyle \mathrm {FeS_{2}+2\ H_{2}O+7\ O_{2}\longrightarrow 2\ Fe_{2}(SO_{4})_{3}+2\ H_{2}O} }

## Systematik

### Äußere Systematik
Die Gattung Thiobacillus wurde 1904 durch Martinus Willem Beijerinck erstbeschrieben, lange Zeit wurden in der Gattung alle gramnegativen, schwefeloxidierenden, nicht-phototrophen Bakterien zusammengefasst. Umfangreiche physiologische und genetische Untersuchungen (Sequenzierung der 16S ribosomalen RNA, rRNA) haben in den 1990er und 2000er Jahren zur Ausgliederung zahlreicher Arten in andere Gattungen geführt, die zum Teil auch neu beschrieben wurden, so die Gattungen Acidithiobacillus, Halothiobacillus und Thermithiobacillus. Die Gattungen Acidithiobacillus und Thermithiobacillus gehören innerhalb der Proteobacteria zu der 2013 etablierten Klasse der Acidithiobacillia mit der einzigen Ordnung Acidithiobacillales. Die Gattung Halothiobacillus wurde 2005 in die Ordnung Chromatiales in der Klasse der Gammaproteobacteria gestellt.
2017 wurde die Art Thiobacillus aquaesulis durch Boden et al. als Annwoodia aquaesulis reklassifiziert und in die neu beschriebene Gattung Annwoodia gestellt. Die beiden Gattungen bilden die Familie der Thiobacillaceae. Zugleich wurde die Familie aus der Ordnung der Hydrogenophilales in die Ordnung der Nitrosomonadales in der Klasse der Betaproteobacteria transferiert. Andere Arten wurden zu neuen Gattungen gestellt, die den Alphaproteobacteria zugehörig sind.

### Innere Systematik
Aktuell umfasst die Gattung nur noch drei Arten (Stand 2020):
- Thiobacillus denitrificans (ex Beijerinck 1904) Kelly & Harrison 1989
- Thiobacillus thioparus Beijerinck 1904 (Approved Lists 1980), die Typusart
- Thiobacillus thiophilus Kellermann & Griebler 2009

### Synonyme
Durch die umfangreichen Änderungen in der Systematik wurden die früher als Thiobacillus-Arten bekannten Bakterien zu anderen Gattungen gestellt, bei den zuvor verwendeten Namen handelt es sich um homotypische Synonyme. Im Folgenden eine Auflistung der früher bekannten Thiobacillus-Arten und ihre aktuelle Nomenklatur (Stand 2020):
- Thiobacillus acidophilus → Acidiphilium acidophilum (Harrison 1983) Hiraishi et al. 1998
- Thiobacillus albertis → Acidithiobacillus albertensis corrig. (Bryant et al. 1988) Kelly & Wood 2000
- Thiobacillus aquaesulis → Annwoodia aquaesulis (Wood & Kelly 1995) Boden et al. 2017
- Thiobacillus caldus → Acidithiobacillus caldus (Hallberg & Lindström 1995) Kelly & Wood 2000
- Thiobacillus concretivorus = Thiobacillus thiooxidans → Acidithiobacillus thiooxidans (Waksman & Joffe 1922) Kelly & Wood 2000
- Thiobacillus delicatus → Thiomonas delicata (Katayama-Fujimura et al. 1984) Kelly & Wood 2006
- Thiobacillus ferrooxidans → Acidithiobacillus ferrooxidans (Temple & Colmer 1951) Kelly & Wood 2000
- Thiobacillus halophilus → Guyparkeria halophila (Wood & Kelly 1995) Boden 2017
- Thiobacillus hydrothermalis → Guyparkeria hydrothermalis (Durand et al. 1997) Boden 2017
- Thiobacillus intermedius → Thiomonas intermedia (London 1963) Moreira & Amils 1997
- Thiobacillus neapolitanus → Halothiobacillus neapolitanus (Parker 1957) Kelly & Wood 2000
- Thiobacillus novellus → Starkeya novella (Starkey 1934) Kelly et al. 2000 → Ancylobacter novellus
- Thiobacillus perometabolis = Thiobacillus versutus → Thiomonas perometabolis (London & Rittenberg 1967) Moreira & Amils 1997
- Thiobacillus rapidicrescens → Paracoccus versutus (Harrison 1983) Katayama et al. 1996
- Thiobacillus tepidarius → Thermithiobacillus tepidarius (Wood & Kelly 1985) Kelly & Wood 2000
- Thiobacillus thermosulfatus → Thiomonas thermosulfata (Shooner et al. 1996) Moreira & Amils 1997
- Thiobacillus thyasiris → Thiomicrospira thyasirae (Wood & Kelly 1995) Wood & Kelly 1995